# Crematogaster oscaris
Crematogaster oscaris är en myrart som beskrevs av Auguste-Henri Forel 1910. Crematogaster oscaris ingår i släktet Crematogaster och familjen myror. Inga underarter finns listade i Catalogue of Life.